# شورجة باروق
شورجة باروق هي قرية في مقاطعة مياندوآب، إيران. يقدر عدد سكانها بـ 140 نسمة بحسب إحصاء 2016.